# مارمولک‌های کاکل‌دار

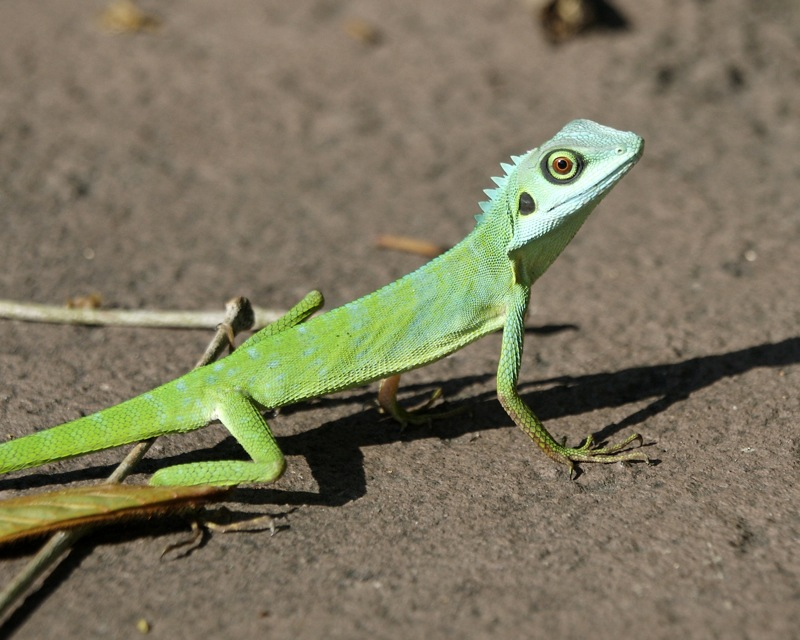
نمایی از یک مارمولک‌ کاکل‌دار سبز - ۲۰۰۹

مارمولک‌های کاکل‌دار (نام علمی: Bronchocela)، یک سرده از مارمولک‌های آسیایی در خانواده مارمولک‌های اژدها است که گاهی با نام مارمولک‌های جنگلی یا خون‌مک‌ها نیز شناخته می‌شود.
۱۴ گونه از این سرده شناخته شده‌است.